# Mary Ingalls
Mary "Amelia" Ingalls (10 de enero de 1865; Pepin, Wisconsin - 20 de octubre de 1928; Keystone, Dakota del Sur), conocida como Mary Ingalls, fue la primera hija de Charles Ingalls y Caroline Ingalls. Es conocida por ser hermana de Laura Ingalls, escritora de la serie de libros autobiográficos La Pequeña Casa de la Pradera. Primer libro publicado en 1935. Ilustrados por Garth Williams.

## Biografía
A la edad de 14 años, Mary Ingalls sufrió una enfermedad -supuestamente fiebre escarlatina- que le causó la pérdida de la visión. Un estudio del 2013 publicado en la revista Pediatrics, concluyó que en realidad fue meningoencefalitis la causa de la ceguera de Mary, basados en evidencias procedentes de reportes periodísticos así como también registros escolares relevantes y datos epidemiológicos sobre ceguera y enfermedades infecciosas. Entre 1881 y 1889, Mary asistió a la Iowa Braille and Sight Saving School en Vinton, Iowa.  
Los registros históricos no dicen mucho del porqué Mary no asistió a la escuela durante un año en ese período, pero terminó sus estudios y se graduó en 1889. Ella regresó a su hogar en De Smet, Dakota del Sur donde vivió con sus padres hasta sus muertes. Mary contribuyó al ingreso familiar confeccionando máscaras anti-moscas para caballos. Después de la muerte de sus padres vivió con su hermana Grace, y después con su otra hermana Carrie. Nunca se casó. 
Murió el 20 de octubre de 1928 a la edad de 63 años, a causa de una neumonía. Está enterrada en el cementerio de De Smet.

## En la ficción
En la serie de televisión de la década de 1970, Mary Ingalls fue interpretada por la actriz Melissa Sue Anderson. Al contrario que la de la vida real, la Mary televisiva se convirtió en profesora en una escuela para ciegos y se casó con su colega Adam Kendall, interpretado por el actor Linwood Boomer.